# Cão da Serra da Estrela

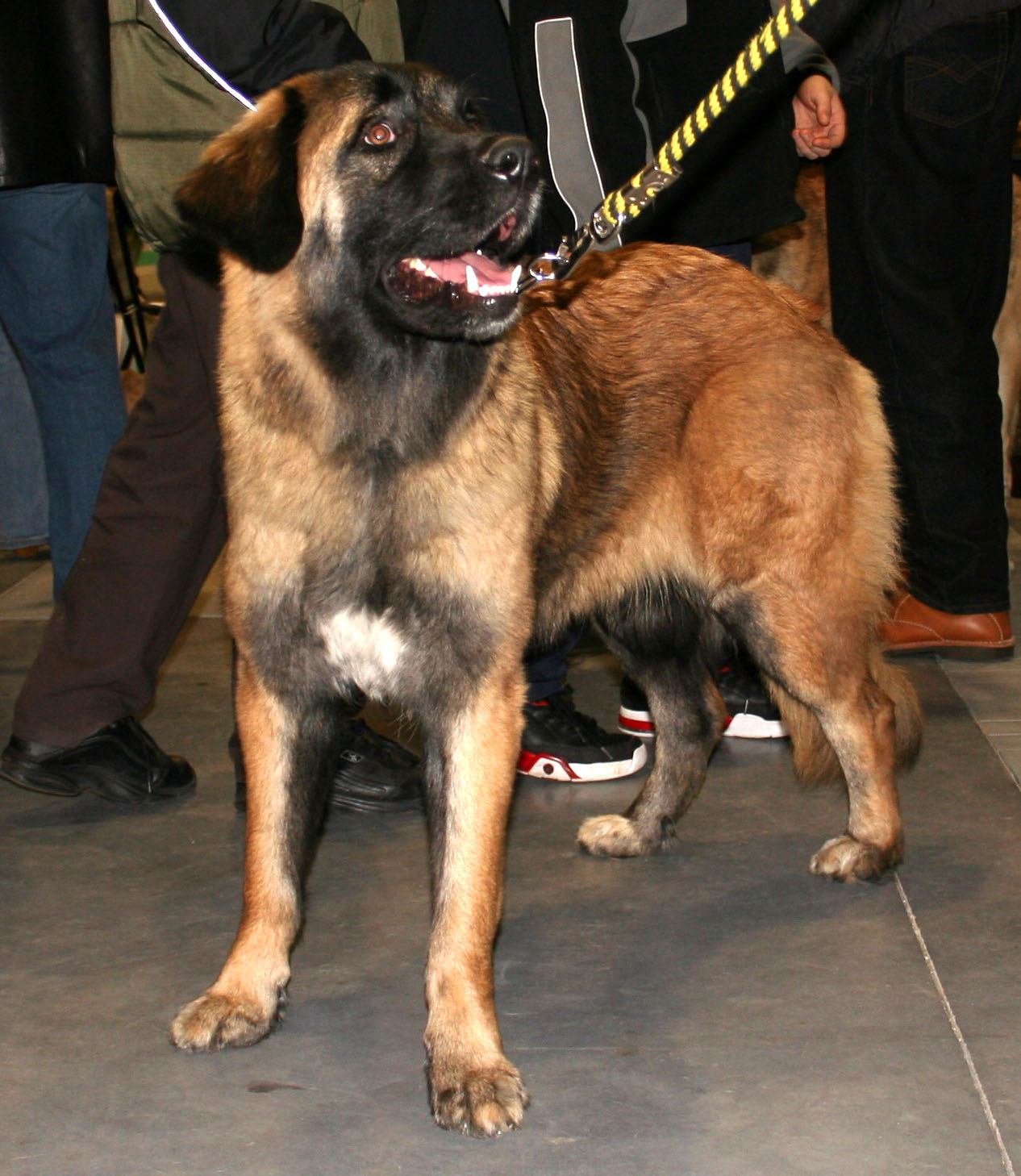
Perro de la Serra da Estrela.

El Cão da Serra da Estrela es una raza de perro autóctona de Portugal. Originarios de la Sierra da Estrela, esta raza de gran tamaño es empleada tradicionalmente como guardiana de rebaños. Su aspecto es similar al del mastín español.